# 腹股溝肉芽腫
腹股溝肉芽腫（學名：Granuloma inguinale，亦作donovanosis）是一種由致病细菌克雷伯氏菌屬的肉芽腫克雷伯氏菌（Klebsiella granulomatis，舊作Calymmatobacterium granulomatis）引起的病變，特徵是生殖器潰瘍。這種病變有多種別名，而且過往只於發展度不高的偏遠熱帶及亞熱帶地方地區流行（例如：印度東南部、圭亞那、新畿內亞等）。不過隨着人口流動增加，這種被稱為「超級性病」的傳染病已經傳至南非及澳大利亞，並且於2018年中首度傳入英國。由於用作治療這種桿菌的藥物在相關地區不容易得到，所以往往令患者無法得到治療；加上患處並不痛，病發位置又在生殖器，因此常被誤診為梅毒。當潰瘍處病情繼續發展，會破壞身體內外的組織，令有大量血管流經的患處流出大量 黏液和血液，甚或使患者因而受到其他病原体的二重感染。

## 病徵

雖然名為「腹股溝肉芽腫」，但會出現的地方並不止於腹股溝，而是在性器及周邊。這個病主要經由與患者發生性行為而傳染，不過接觸患者的潰瘍傷口亦可傳染。男性染病機會是女性的兩倍。
當與細菌接觸後約10-40天，身體會出現細小的無痛結節。之後，結節會破裂，使病灶變成開放、見肉及湧出式病變。感染會擴散，使受感染的組織殘缺。感染將繼續破壞組織，直至相關部位得到治療。
不過在印度，有至少一單案例的患者需要切除陰莖的部分。

## 治療
根據CDC 2015年的指引，病患可處方阿奇霉素（Azithromycin，口服或靜脈注射）這種抗生素。

## 參看
- 軟性下疳
- 皮膚病列表

## 延伸閱讀
- Gavin Hart MD, MPH Transcript of the lecture given at the Australian Society for Infectious Diseases/Australasian College of Tropical Medicine Conference at Palm Cove (Cairns), Queensland on 19 April 1999.

## 外部連結
- .   [2018-08-26]. （原始内容存档于2009-09-25）.